# Défense d'afficher
Défense d'afficher er en fransk stumfilm fra 1896 af Georges Méliès.